# Máta klasnatá
Máta klasnatá (Mentha spicata, anglicky spearmint) je jeden z vytrvalých druhů rodu máta, statná bylina charakteristická vysokým obsahem silic.

## Rozšíření
Druh vyrůstá v mírném podnebném pásu téměř v celé Evropě, Asii, Africe, Severní i Jižní Americe i v Austrálii včetně Nového Zélandu. Do mnoha oblastí se dostal lidským přičiněním, byl tam přivezen a pěstován pro své aromatické listy nebo jako okrasná rostlina a postupně z určených pozemků unikal do volné přírody a nemaje přirozených nepřátel se úspěšně rozšířil.
Rostliny vyžadují vlhkou, hlubokou, hlinitou, slabě kyselou až mírně zásaditou půdu. Vyrůstají často na naplaveninách okolo vodních toků, v rákosinách na březích rybníků, jezer nebo močálů jakož i na zavlhlých zahradách, polích, loukách i pastvinách a okolo vlhčích polních i lesních cest.

## Popis

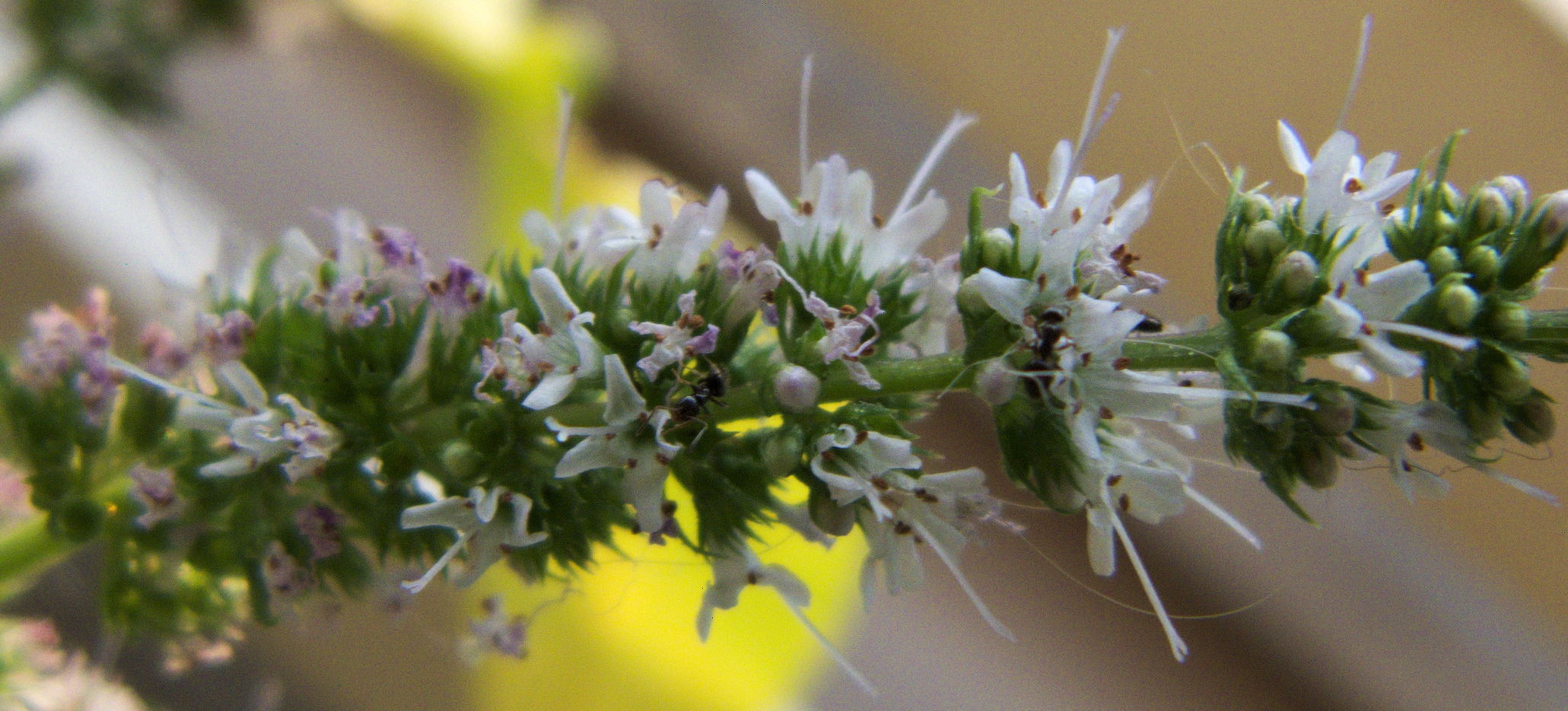
Detail květenství

Vytrvalá rostlina s přímou nebo vystoupavou, v horní části větvenou čtyřhrannou lodyhou dorůstající do výše 0,5 až 1,1 m. Přímá nebo u báze vystoupavá lodyha vyrůstá z 5 až 15 cm dlouhých a téměř 0,5 cm tlustých podzemních oddenků s lysými výběžky. Je porostlá hustými, dolu zahnutými chlupy promísenými s chlupy parohovitě větvenými; někdy bývá lodyha zdánlivě lysá a pouze v horní části má hustě rozmístěny maličké papily.
Přisedlé nebo s krátkými řapíky (do 3 mm) křižmostojné lodyžní listy mají čepele, dlouhé 3,5 až 6 cm a široké 1,5 až 2,5 cm, které bývají kopinaté, podlouhlé, eliptické či vejčité, u báze jsou uťaté až vykrojené a na konci obvykle špičaté; někdy bývají zvlněné. Po obvodě jsou čepele poměrně řídce ostře pilovité, horní stranu mají hustě porostlou jednoduchými chlupy směrem k vrcholu listu zahnutými a spodní stranu šedými, neuspořádanými, jednoduchými chlupy; někdy bývají listy zdánlivě holé a mají pouze kratičké papily. Žilnatina na spodní straně listů je mírně vyniklá a obsahuje 7 až 10 postranních žilek. Natě obsahují poměrně dost silic, jejich celkové složení však není výhodné pro průmyslové využívání, téměř nemají mentol.
Drobné květy s převážně chlupatými stopkami rostou z úžlabí nepatrných čárkovitých listenů. Vytvářejí poměrně řídký, na bázi přetrhaný lichoklas vyrůstající nad horními lodyžními listy který bývá dlouhý 4 až 11 cm. Úzký, pětičetný, zvonkovitý až trubkovitý kalich dlouhý asi 2 mm je rozdělen do třetiny až poloviny své délky v úzké trojúhelníkové cípy porostlé kratičkými chlupy. Jeho trubka s deseti až dvanácti žilkami je po vnější straně chlupatá a v ústí bývá lysá. Čtyři korunní lístky mají barvu světle růžovou až růžově fialovou, z koruny ční konce čtyř stejně dlouhých tyčinek s prašníky asi 0,5 mm dlouhými. Na lysém semeníku vyrůstá čnělka s rozeklanou bliznou. Entomogamické květy kvetou od července do září. Plody jsou hnědé tvrdky asi 0,8 mm dlouhé které mají na povrchu více či méně výrazně vyznačenou síťovinou. Chromozómové číslo tohoto hemikryptofytu je 2n = 48.
Listy máty klasnaté (herba menthae spicata) se používají k přípravě čajů, které mají příjemnou vůni a chuť nebo jako droga pro přípravu odvarů s léčivými účinky při onemocnění horních cest dýchacích, břišních potížích a také jako přísada do koupelí pro léčení revmatismu a kožních nemocí.

## Křížení
Máta klasnatá se často kříží s dalšími druhy a podílí se např. i na vzniku těchto v ČR vyrůstajících kříženců které se dále šíří převážně vegetativní cestou.
- Máta huňatá (Mentha ×rotundifolia) (L.) Huds. (M. spicata × M. suaveolens)
- Máta jemná (Mentha ×gracilis) Sole (M. arvensis × M. spica)
- Máta peprná (Mentha ×piperita) L. (M. aquatica × M. spicata)[2]

## Taxonomie
Tento tetraploidní druh je neobyčejně proměnlivý, z velkého počtu v minulosti rozpoznaných vnitrodruhových taxonů má většina jen velmi malou taxonomickou hodnotu. Jako oprávněné se v současnosti jeví pouze rozdělení do dvou poddruhů:
- Máta klasnatá pravá (Mentha spicata L. subsp. spicata)
- Máta klasnatá východní (Mentha spicata L. subsp. condensata) (Briq.) Greuter et Burdet

### Máta klasnatá pravá
Poddruh pochází ze západní Evropy a západního Středomoří. Jeho lodyha bývá zdánlivě lysá, pouze v horní části jsou hustě rozmístěny papily viditelné jen při zvětšení. Tmavohnědé tvrdky mají na povrchu pouze nevýrazně naznačenou síťovinu. Poddruh je považován za neofyt který na našem území zdomácněl.

### Máta klasnatá východní
Je to vědomě dovezený a uměle pěstovaný poddruh který ze zahrad unikl do volné přírody a tam se úspěšně rozšířil. Pochází z východního Středomoří, rostliny jsou nápadně chlupaté a jejich tvrdky mají na povrchu výrazně vyznačenou síťovinu.